# إيفون تريسي
إيفون تريسي (بالإنجليزية: Yvonne Tracy)‏ (27 فبراير 1981 في جمهورية أيرلندا - ) هي لاعبة كرة قدم أيرلندية في مركز الدفاع. شاركت مع منتخب جمهورية أيرلندا لكرة القدم للسيدات. أما مع النوادي، فقد لعبت مع نادي أرسنال للسيدات وSt Patrick's Athletic L.F.C. ‏.

## وصلات خارجية
- إيفون تريسي على موقع الاتحاد الأوربي (الإنجليزية)
- إيفون تريسي على موقع قاعدة بيانات كرة القدم.إي يو (الإنجليزية)
- إيفون تريسي على موقع Soccerway.com (الإنجليزية)